# 大多奇
51°18′53″N 32°34′51″E / 51.31472°N 32.58083°E
大多奇（烏克蘭語：Велика Доч）是位於烏克蘭北部切爾尼希夫州裏尼任區的村莊，面積9平方公里，海拔高度128米，人口554，人口密度每平方公里88.2人。